# Fort Santo Antonio
Pour un article plus général, voir Forts de la côte ghanéenne.
Le Fort Santo Antonio (Fort Saint Anthony en anglais, ou Fort Saint-Antoine en français) est un ancien comptoir colonial fortifié construit par les Portugais à Axim, au Ghana. Il fut un important lieu de la traite négrière sur la côte de l'Or, et fait partie depuis 1979 des forts de la côte ghanéenne inscrits sur la liste du patrimoine mondial de l'Unesco.

## Historique

### Le comptoir portugais (1503-1642)
En 1503, les Portugais établissent un poste de traite à Axim, près du bord du fleuve Ankobra. Cette région est riche en or, et le fort représente la porte d’entrée pour une route commerciale intérieure nommée route de l’or d’Ankobra, longeant le fleuve.
Ce poste a dû être abandonné en raison d'attaques incessantes par les populations locales. Par la suite, les Portugais construisent, en 1515, un fort triangulaire sur un petit promontoire près de l'Ankobra (l'actuel Fort Santo Antonio).

### Conquis par les Néerlandais (1642-1872)

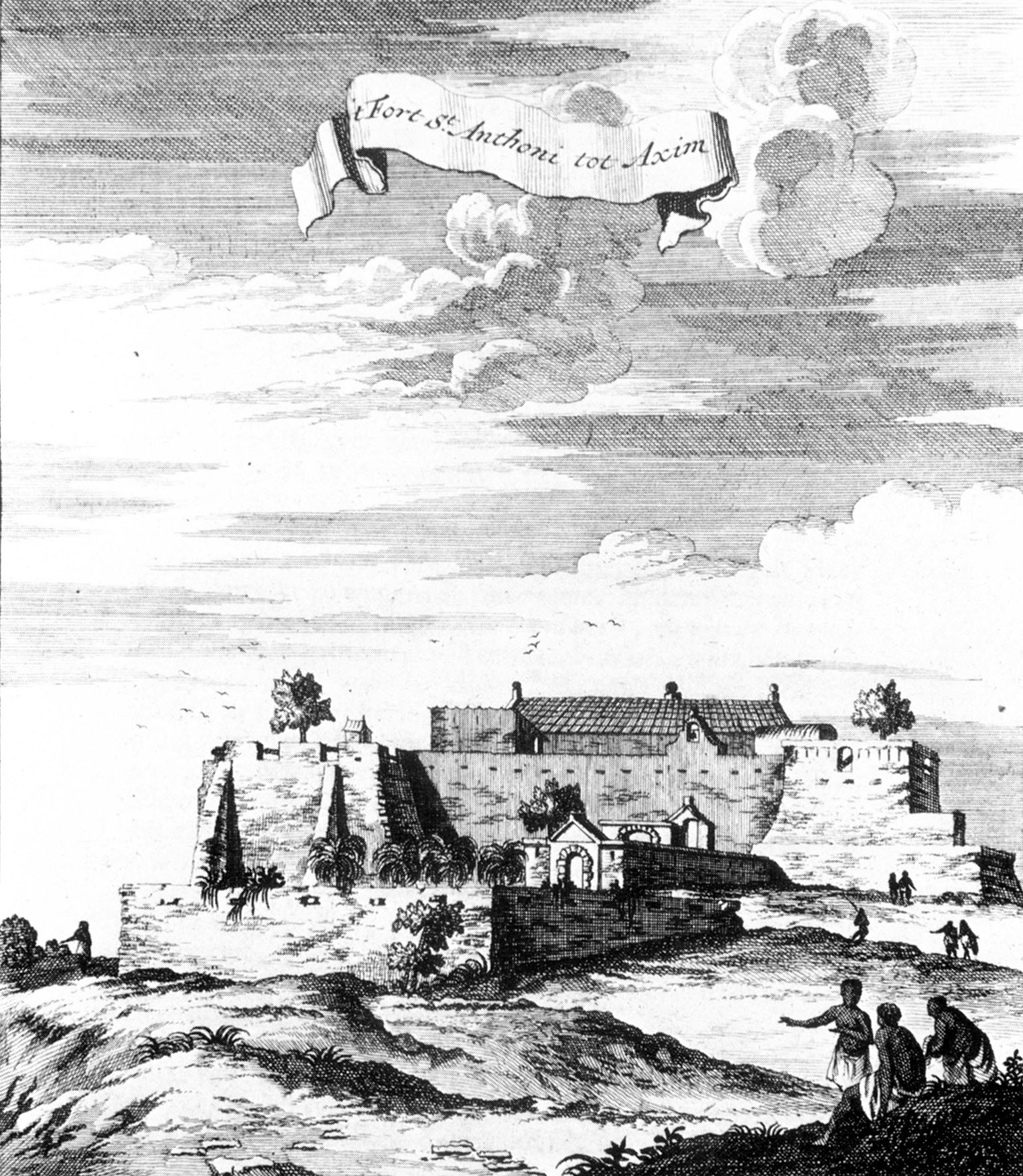
Le fort néerlandais en 1709.

Le fort résiste à plusieurs attaques des Néerlandais dans la région ; étant le dernier bastion portugais. Il est tout de même évacué le 8 février 1642, lors d'une attaque des Hollandais.
La région du fort est riche en or, et a également été une source importante de bois et de coton pour les plantations hollandaises.

### Colonie britannique (1872-1957)
En 1872, le fort est cédé au Royaume-Uni par les Pays-Bas, avec toutes leurs possessions coloniales de la Côte de l'Or.
Le fort est restauré par les Britanniques dans les années 1950, quelques années avant l'indépendance de la colonie.

### Depuis l'indépendance du Ghana en 1957
Le fort sert maintenant de bureaux gouvernementaux.

## Descriptif

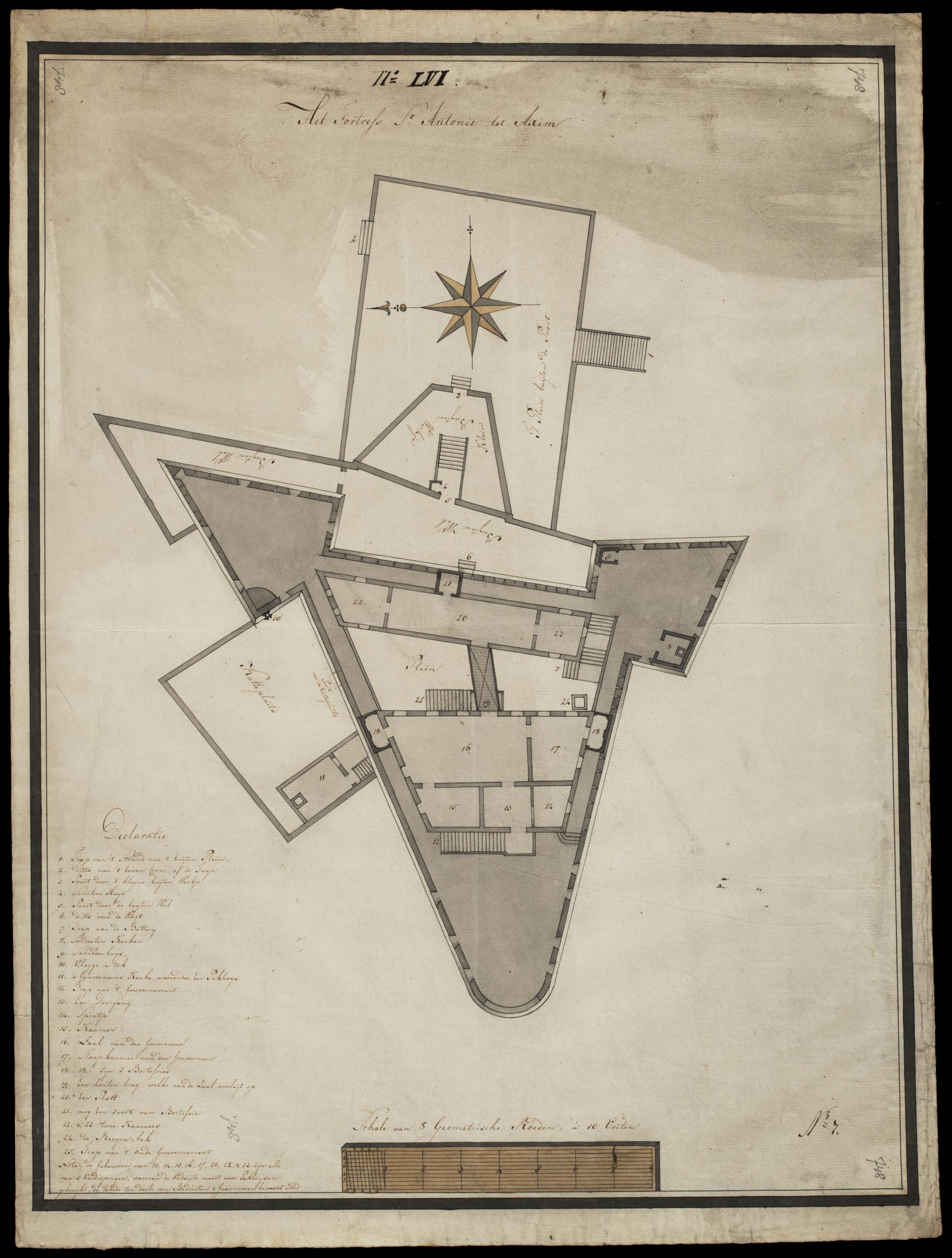
Plan du fort, d'une carte hollandaise, 1791.

Willem Bosman, haut responsable de la Compagnie néerlandaise des Indes occidentales établit la première description détaillée du fort en 1701. Il note que des modifications structurelles renforcent le fort pour faire face à la pression de la Compagnie africaine brandebourgeoise qui prend pied dans la ville voisine de Princes Town et d’Akwidaa. La forme décrite par Bosman, en 1701, est également la forme définitive du fort jusqu’à aujourd’hui.
Les structures portugaises originales étaient parfois construites avec de la boue et les Hollandais les ont remplacés par des bâtiments en briques. La forme triangulaire du forme est inhabituelle. Sa cour étroite est une autre caractéristique unique. Il n’existait probablement qu’un seul bâtiment à l’intérieur du fort, et le second serait un ajout hollandais.
Dans la cour intérieure, dite de service, les deux bâtiments possèdent plusieurs salles, une cuisine, une étable, un entrepôt et des casernes. 
Au cours des siècles, le fort est régulièrement réparé. La principale faiblesse du fort, c’est son toit inadapté aux fortes intempéries de la région. En cas de pluies importantes, les fuites y sont nombreuses et les infiltrations d’eau fissurent et dégradent les murs.
Après la vente du fort aux Britanniques, ceux-ci en transforment l’usage afin de le convertir en bâtiment administratif colonial. Le fort endosse plusieurs fonctions : bureaux administratifs, commissariat de police, prison, caserne.

## Patrimoine
En 1979, Fort Santo Antonio est inscrit sur la liste du patrimoine mondial de l'Unesco, avec 27 autres forts de la côte ghanéenne, sous le nom de « Forts et châteaux de Volta, d'Accra et ses environs, et des régions centrale et ouest ».

## Galerie

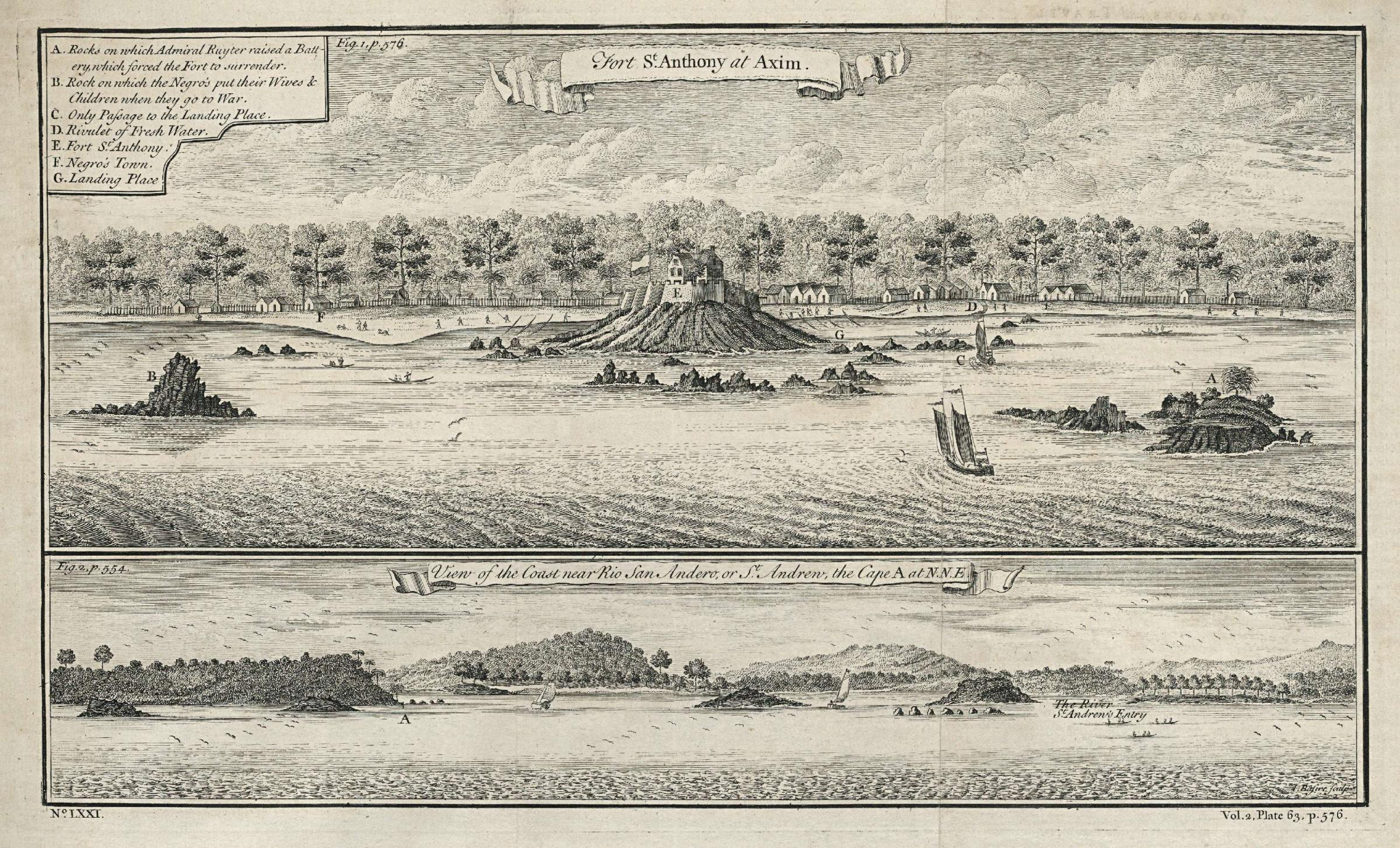
Le fort néerlandais en 1745.
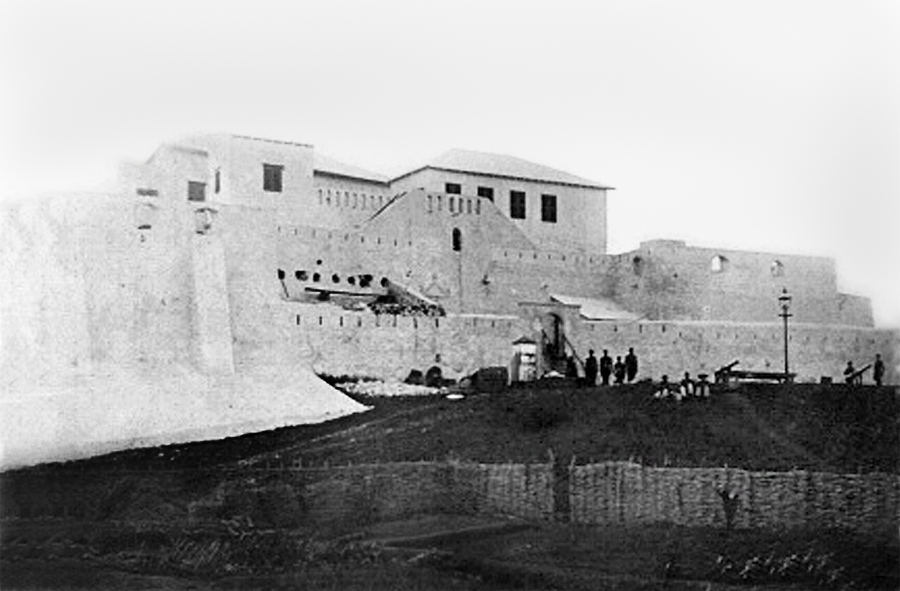
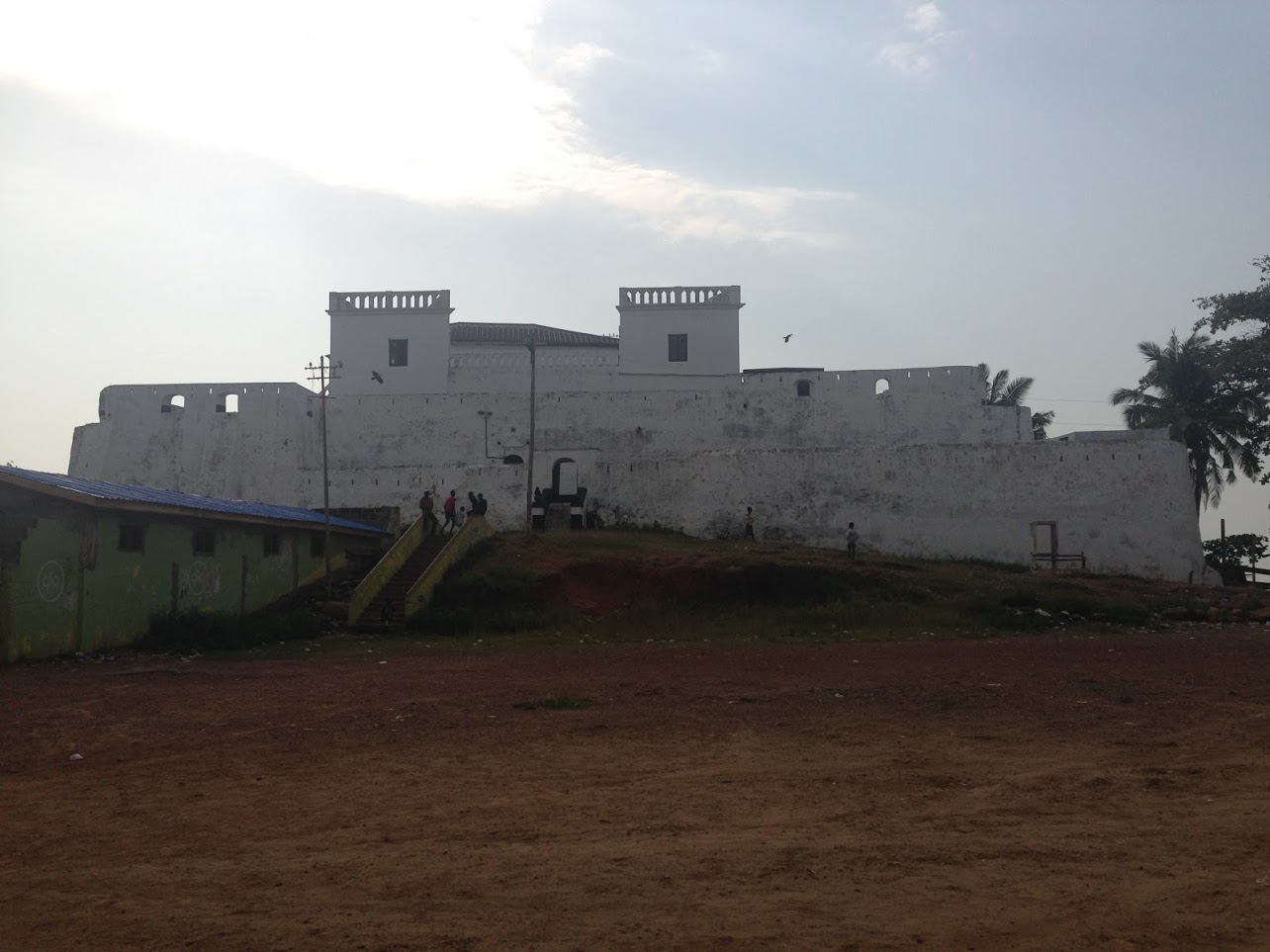
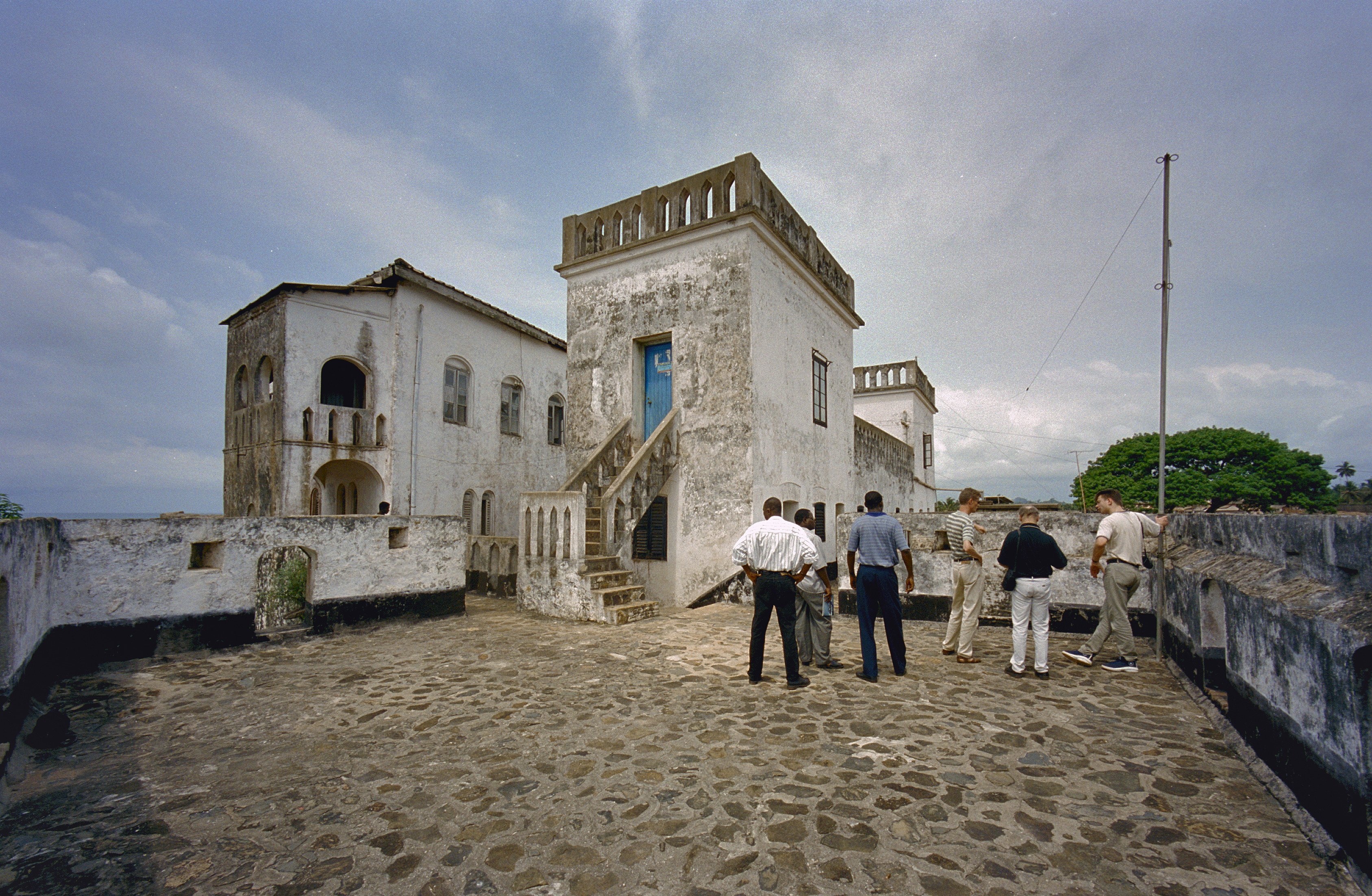